# Михалёв, Игорь Васильевич
Игорь Васильевич Михалёв (род. 7 мая 1964, Улан-Удэ, Бурятская АССР, СССР) — российский государственный деятель, кандидат социологических наук (2001), доцент (2020). Ректор Московского государственного гуманитарно-экономического университета с 27 сентября 2022 года.

## Биография
Игорь Михалёв родился 7 мая 1964 года в Улан-Удэ. В 1986 году окончил Бурятский сельскохозяйственный институт. В 2019 году — Российскую академию народного хозяйства и государственной службы при Президенте РФ, там же учился в аспирантуре. В 2001 году защитил диссертацию на соискание ученой степени кандидата социологических наук, в 2020 году ему было присвоено ученое звание доцент.

## Карьера
До работы в Аппарате Совета Федерации — советник председателя президиума Межрегиональной коллегии адвокатов помощи предпринимателям и гражданам, г. Москва.
- 2001—2002 — специалист-эксперт, консультант Управления по организации работы СФ и взаимосвязи с органами государственной власти субъектов РФ (Организационного управления) Аппарата СФ.
- 2002—2008 — руководитель аппарата Комитета Совета Федерации по социальной политике.
- 2008—2011 — руководитель аппарата Комитета Совета Федерации по социальной политике и здравоохранению.
- 2011—2020 — руководитель аппарата Комитета Совета Федерации по социальной политике.
- 2020—2021 — заместитель директора Департамента культуры, спорта, туризма и национальной политики Правительства РФ.

С 30 ноября 2021 по 27 сентября 2022 года — и. о. ректора Московского государственного гуманитарно-экономического университета.
С 27 сентября 2022 года — ректор Московского государственного гуманитарно-экономического университета.

## Научная деятельность
Автор более 80 научных работ, посвященных проблемам современной молодежи, формирования семейных ценностей, трансформации социальной структуры общества, трансформации системы социально-трудовых отношений, проблемам развития системы дополнительного образования детей с ограниченными возможностями здоровья и детей-инвалидов, оценки качества образования, современным проблемам пенсионного обеспечения, современной социальной политики России, экономического роста регионов в условиях достижения стратегических целей национального развития, методологическим подходам государственного регулирования сферы услуг.

## Награды
- медаль ордена «За заслуги перед Отечеством» II степени[4]
- благодарность Президента Российской Федерации — за заслуги в обеспечении деятельности Совета Федерации Федерального Собрания Российской Федерации и безупречную государственную службу
- почётная грамота от Правительства Российской Федерации
- почетная грамота Совета Федерации
- Памятный знак «МПА СНГ. 25 лет» (13 октября 2017 года) — за содействие в деятельности Межпарламентской Ассамблеи и её органов[5]